# Азербайджанський парк
Азербайджанський парк — парк Одеси, що переуває у процесі створення. Буде розташований 4-й станції Великого Фонтану, поруч з одеським іподромом і матиме площу понад два гектари.

## Історія
Зелена зона на 4-й станції Великого Фонтану офіційно має назву «Азербайджанський парк» з 2013 року. Перші проєкти благоустрою були розроблені ще тоді, однак їх реалізацію відклали через пандемію COVID-19 і повномасштабне вторгнення Росії в Україну.
Оновлена концепція парку передбачає створення рекреаційної зони з елементами азербайджанської культури та меморіалу на честь азербайджанців, які загинули в російсько-українській війні. Фінансування робіт забезпечить азербайджанська діаспора Одеси, яка налічує понад 30 тисяч осіб в області.